# Budapesti Központi Tejcsarnok Szövetkezet
A Budapesti Központi Tejcsarnok Szövetkezet 1883-ban Budapest tejellátásának mennyiségi és minőségi megjavítása érdekében jött létre. 1916-tól részvénytársaságként működött 1942-es megszűnéséig.

## Története
Az 1880-as évek elején az Országos Magyar Gazdasági Egyesület szövetkezeti szakosztálya (azon belül Lónyay Gábor, Korizmics László és Dömötör László indítványára) vetette fel egy-egy az erkölcsi alapot növelő borászati, illetve tejtermelő és elárusító szövetkezet létrehozását. Az országos magyar gazdasági egyesület által készített szövetkezeti mintaalapszabályok alapján az országban az első tejszövetkezet Szombathelyen alakult még 1882 januárjában, ám ez rövid életű volt. A tejszövetkezetek fejlődése csak a Budapesti Központi Tejcsarnok Szövetkezet beindulását követően indult meg lassan, számuk 1894-ben 17 volt. Az országos gazdasági egyesület első titkára, Ordódy Lajos és 1882 szeptemberétől Egán Ede folytatott tanulmányokat és tárgyalásokat egy fővárosi központi tejcsarnok felállításáról. Utóbbit, mint a kezdeményezés előadóját 1883 januárjában a földmivelés-, ipar- és kereskedelemügyi miniszter, Széchényi Pál tejgazdasági felügyelővé nevezte ki. Feladata volt, hogy a gazdáknak tejgazdaságok berendezése és tejszövetkezetek alakítása körül a szükséges útmutatásokat megadja, s őket a tejgazdaság felkarolására és szövetkezetek alakítására buzdítsa.

### A szövetkezet működése
A Budapesti Központi Tejcsarnok Szövetkezet alakuló közgyűléseit 1883 július 8-án, augusztus 5-én és 28-án tartották, ezeken fogadták el az alapszabályait, ami alapján a szövetkezetet október 15-én jegyezték be. Gróf Andrássy Aladár és Beniczky Gábor létesítette és a földmivelési minisztérium országos tejgazdasági felügyelőségének égisze alatt működött.
Az igazgatóság öt tagból állt: gróf Andrássy Aladár, Kovács János (ki rövid idő múlva, 1885 májusában visszalépett, helyét Karsai Ignác töltötte be), Tannert Ingolf, Szeniczey Ödön és Beniczky Gábor. A vállalt feladata a szövetkezet tagjai által az alapszabályok értelmében beszolgáltatott tejnek és ebből közös üzletkezelés mellett közös számadásra készített termékeknek eladása volt, részint azért, hogy a termelőnek alkalmas mód nyújtassák arra, hogy tejét teljesen biztosan értékesíthesse, részint pedig azért, hogy a fogyasztó közönség a szövetkezet jótállása mellett tökéletesen egészséges, hamisítatlan és minden ártalmas alkatrésztől mentes, és csecsemők táplálására is alkalmas tejjel és egészséges tejből készített termékekkel mindenkor bizton elláttathassák.
Az első ügyvezető igazgató Block Lajos volt. A szállításhoz szükséges kocsikat Porst Ferenc budapesti kocsi gyáros készítette. A gépeket és edényeket külföldről szerezték be, mivel ezen ipar még teljesen fejletlen volt Magyarországon.
1883. október 20-án kezdte meg működését a fővárosi központi tejcsarnok szövetkezet, mely keretében kaphatók voltak: tej (1 litertől fölfelé), és más tejtermékek, mint habtejszín, vaj, stb. A szövetkezet központi épülete ekkor a VIII. kerületi Karpfenstein utca (Karácsony Sándor utca) 6525/18—6526/20 sz. telken volt, amit Pucher József épített. Az első fióküzletek a következők voltak (korabeli kerület és utca nevekkel): V. kerület Bálvány utca és Erzsébet tér sarkán; VI. kerület Sugár út és Váczi körút sarkán; IV. kerület Kecskeméti utca és Múzeum körút sarkán (Geist-ház); VIII. kerület külső Stáczió utca 26. sz. ; IX. kerület Malom utcza 17. sz. ; illetve Kőbányán Salkház Gyula kereskedéséből, Budán pedig külön e célra készített kocsiról árulták a tejet. 1884. január 1 -től kezdve már a házhozszállítás is megrendelhető volt a fővárosban, továbbá a következő helyekkel bővült az árusító (és rendelésfelvevő) helyek sora: I. kerület vár Úri utca (Keiler úr kereskedése), II. kerület Fő utca és Fazekas tér sarkán, IV. kerület Koronaherceg utca Zsibárus utca sarkán (Emmerling és Rabsch urak kereskedésében); Régi posta utca (Márton úr) kereskedésében ; Mária Valéria utca 3. sz. ; Lipót utca (Váci utca) és Kalap utca (Irányi Dániel utca) sarkán, a kávémérésben. V. kerület Nádor utca és Fő út sarkán ; Váci körút 44. sz. (Guttmann úr kereskedése); VI. kerület Sugár út 49. sz. (Kreutil sütöde); VII. kerület Dohány utca 42. sz. ; Kerepesi út és Akácfa utca sarkán, VIII. kerület Karpfenstein utca 20 ; Vas utca és Kőfaragó utca sarkán ; Stáció utca és Ősz utca sarkán (Takács úr kereskedése) ; Kerepesi út (Spuir úr kereskedése) ; IX. kerület Soroksári és Pipa utca sarkán (Czetter  úr kereskedése) ; X. kerület Jászberényi út (Scheckház úr kereskedése).
A tagok mind nagybirtokosok voltak. A megalakulás 33 taggal történt. Az üzletrészek kétfélék: a) törzsüzletrész, mely után a tagok 100 koronával járultak az alaptőkéhez és b) szállítóüzletrész, melynek egysége 15 tehénben állapíttatott meg. A szövetkezet szigorúan ellenőrizte a tej fejését, kezelését, az istállók tisztántartását és erre a célra egy utazói ügyelőt alkalmazott.
| Tag neve             | pusztája     | vasútállomás    | üzletrész | tehénállomány |
| -------------------- | ------------ | --------------- | --------- | ------------- |
| Gróf Andrássy Aladár | Vecsés       | Vecsés          | 6         | 61            |
| Koppély Géza         | Ugra         | Ludas           | 5         | —             |
| Szilágyi Virgil      | Pécel        | Pécel           | 1         | —             |
| Karsai Albert        | Telek        | Hatvan          | 3         | 40            |
| Reusz Henrik         | Tápió-Sáp    | Sülysáp         | 5         | 14            |
| Gróf Károlyi L.      | P.-Gyál      | Vecsés          | 7         | 76            |
| Brüll Mór            | P.-F.-Vány   | Taksony         | 4         | 30            |
| Forster Géza         | Ács          | Ács             | 2         | —             |
| Tannert Ingolf       | Szt.-Király  | Laczháza        | 5         | 56            |
| Kovács János         | Szt.-Iván    | Dömsöd          | 4         | 20            |
| Kégl Sándor          | Szt.-Király  | Lacháza         | 3         | 42            |
| Kégl István          | Szt.-Király  | Lacháza         | 2         | 28            |
| Gergelyi Kálmán      | Leányfalva   | Pócsmegyer      | 2         | —             |
| Schosberger Henrik   | Kartal       | Aszód           | 2         | —             |
| Friedmann M.         | Üllő         | Üllő            | 3         | —             |
| Vértessy Lajos       | Nyék         | Nyék            | 5         | —             |
| Balányi Dávid        | Puszta-Fáy   | Pécel           | 2         | —             |
| Szabó Albert         | Hidegkút     |                 | 2         | 24            |
| Wodianer B.          | Maglód       | Maglód          | 1         | 14            |
| Csányi Ágost         | Sashalom     | Hatvan          | 2         | 26            |
| Stern Arthur » » 22  | Füged        | Ludas           | 2         | —             |
| Id. Deutsch József   | Hatvan       | Hatvan          | 1         | —             |
| Ifj. Deutsch József  | N.-Surány    | N.-Surány       | 2         | —             |
| Párvy Iván           | Hidegkút     | Hidegkút        | 1         | 10            |
| Baumgarten L.        | Szt.-István  | Monde           | 4         | 36            |
| Kerstinger Gy.       | Rákosfalva   |                 | 2         | 10            |
| Lipcsey Mór          | Tass         | Tass            | 3         | 36            |
| Ifj. Végh Gy.        | Tass         | Tass            | 4         | 28            |
| Végh Béla            | Tass         | Tass            | 2         | 22            |
| Beniczky Gábor       | Cinkota      | Rákospalota     | 6         | 70            |
| Bereczky Endre       | Ócsa         | Soroksár        | 4         | 45            |
| Karsai Ignác         | Jakabszállás | Sárosd          | 2         | 29            |
| Gróf Pejacsevich     | Irén-Puszta  | Rákospalota     | 3         | 23            |
| Kenessey Lajos       | Pettend      | Nyék            | 3         | 36            |
| Farkas Károly        | Latyak-Major | Adony, Szabolcs | 3         | 28            |
| Dreher Antal         | Vaál         | Martonvásár     | 5         | 70            |
| Gottschlig József    | Kőbánya      | Kőbánya         | 3         | 30            |
| Szeniczey Ödön       | Taksony      | Taksony         | 5         | 70            |
| Báró Podmaniczky     | Fenyőharaszt | Aszód           | 1         | 14            |
| Báró Földváry S.     | Nyék         | Nyék            | 3         | 44            |
| Schlichter Adolf     | Gy.-Halász   | Gyöngyös        | 2         | 26            |
| Spiczer Mór          | Aranyos      | Apcz-Szántó     | 2         | 28            |
| Gróf Zichy Jánosné   | Újfalu       | Velence         | 1         | 14            |
| Schmidlinger J.      | P.-A.-Vány   | Taksony         | 2         | 28            |
| Braun Mór            | Heréd        | Hatvan          | 1         | 14            |
| Ehrlich Samu         | Fegyvernek   | Fegyvernek      | 4         | 39            |
| Zboray Bertalan      | Ó-Buda       |                 | 3         | 29            |
| Weiner Antal         | Nyék         | Nyék            | 1         | 22            |
| Lauber Lajos         | Kökényes     |                 | 2         | —             |
| Dr. Kremniczky       | Nyék         | Nyék            | 1         | 10            |

1885 elejétől Kunkel Imre a szövetkezet üzletvezetője egészen 1893 novemberéig.
A Karpfenstein utca 18–20-ban folytatott vállalkozásnak főleg a pesti vasúthálózat közelsége, és a Józsefvárosban tartott sok tehén adott létjogosultságot.
A vasútról először az előcsarnokba hordták be az érkező tejmennyiséget, ahol a vegyész minőség szerint osztályozta a fehér nedvet, s az iroda ablakán bekiáltotta a mennyiség és minőség adatait. Ha a tej silány vagy romlott volt, kiöntötték, nem bocsátják áruba. Ez alapján határozták meg, a részvényes mennyit kap. Ezt követően a közvetlen az igazgató felügyelete alatt álló húsz-harminc ember a tejet nagy kádba öntötték, melyben naponkint 10—12 000 liter tej fordult meg. A gépezetet gőz segítségével felnyomta a folyadékot a padlásra, honnan vékony hűtőkészülék (apró csövek, amelyekbe másfél fokra lehűtött vizet vezettek) külső felületén omlott alá nagy kádakba és ömlőcsöveken át apró literes és félliteres palackokba. Ezeket gumidugóval és bélyegzett ólompecséttel látták el. A tejszínt, duplatejszínt és tejhabot a centrifugális erő törvényein alapuló készülék segítségével választották ki a tejmennyiségből, egy gőz által hajtott motollaszerű készülék gyorsabb vagy lassúbb forgása által. Az ily módon elkészített kész termékeket palackokat reggel az intézet körülbelül 30 kocsijával kihordják a megrendelők lakásaira és a fióküzletekbe. A harmadik helyiségben vajat készítettek, szintén a centrifugális erő törvényein alapuló gép motollájának gyors forgása következtében, majd a friss vajat egy kör alakú gyúró deszkára tették, ahol rovátkos hengerkészülékkel távolították el a maradék savót, végül famintákba szorítva, kelettel ellátott cégjeggyel látták el, pirosba göngyölték, és áruba bocsátották. A pincehelyiségben (ementáli, grófi, stracchino és egyéb) sajtot gyártottak az el nem adott tejmennyiségből. Ezeken kívül még egy mosókamara helyiség volt, ahol mosták és tisztították a kannákat, a palackokat és a dugókat gőzáramlattal, majd meleg vízben öblítették ki azokat. Csak a teljesen megtisztított eszközök kerülhettek ismét forgalomba.
A tejcsarnokban kezelt tej egy részéből a gyerekeknek és a beteg embereknek táplálására alkalmas tejet készítettek. Ez a tejféleség a Székely-féle tejkezelési eljárásról kapta a nevét, és mint „Székely-féle gyermektej” került az üzletekbe. Ennek az eljárásnak a segítségével olyan tejet állítottak elő, amelynek a kémiai összetétele a tehéntejtől eltérő, majdnem az anyatejével volt azonos. Előállításával külön osztály foglalkozott.
A szövetkezetek közt a budapesti volt az első a tej zsírtartalom szerinti fizetésének gyakorlati alkalmazásában. Több ausztriai, valamint számos németországi tejgazdasági vállalat csak évekkel később, azt követően karolta fel ezt a rendszert, amikor annak életrevalósága a budapesti tejszövetkezetnél már bebizonyosodott. A tejcsarnok már a beindulását követően nagy sikert aratott külföldön. Például Fleischmann Gusztáv Frigyes Vilmos, Németország legelső tejgazdasági szakértője, a Königsbergi Egyetem gazdasági intézete igazgatója így nyilatkozott a mintaszerű tejüzemről: „Városi tejcsarnok szervezetében önök túlhaladnak bennünket, németeket. Valószínűleg még jó sokáig fog tartani, míg mi odajutunk, hová önök Budapesten már elérkeztek.”
Az első üzemet 1886 novemberétől az erzsébetvárosi Rottenbiller utca 31-ben egy új, korszerűen felépített üzem váltotta fel.
A telep 7000 négyzetméter területű telken épült. Az utcai részen a bentlakó tisztviselők lakásai voltak. Míg a főbejárattól balra az irodahelyiségek (két igazgatói, pénztár, megrendelési iroda, könyvelőség, levelezés, számfejtés, szelvényosztály és gondnoki), szemben a tejkezelési csarnok, és egy 75 méter hosszú és 3 méter széles, kőből épült tornác, ahonnan a kora hajnali órákban 60 kocsiba rakták fel szállítmányaikat. Újabb 75 méter hosszú és 16 méter széles volt tejkezelési csarnok, ahol az ellenőrzés és az átvétel zajlott. Innen egy szűrőkészüléken át részben palackokba, részben pedig habtejszín, kávétejszín és vajkészítés lefőző gépekbe került a tej. 
A nyers tejet, és a tejszint is pasztőrözték. Az összes tejes edényeket forró gőz, meleg és hideg víz és lúggal, az ónozott edényeket gépekkel, a palackokat szintén lúgos, meszes oldatokkal, később többször friss vízzel és kefékkel tisztították. A vajat külön helyiségben köpülték, majd gyúróasztalon kidolgozták, végül jégszekrényben tárolták a kora hajnali szállításig. Külön kezelték a hab- és kávétejszint is, ahol előbb megállapították a tej zsírtartalmát és a termékek állományát. Másik helyiségben volt a megalvásra szánt tej és külön helyiség szolgált a magyar királyi udvartartás részére szállítandó tej és tejtermékekre is. A csarnok középső részén töltötték és zárták le a palacktejet. Ez utóbbi termékből a 19. század végére a szövetkezet hozta Európában a legtöbbet forgalomba. A Székely-féle gyermektejjel külön osztály volt berendezve, mely látványosságként is szolgált. Az erre szolgáló tejet külön felirattal ellátott kannákban szállították a csarnokba, ahol 2—3 órával a fejés után már gyermektejre dolgozzák fel. Eleinte gyermekkórházakban a legelőkelőbb orvostanárok és gyermekorvosok vizsgálták hatásait, majd 1888-tól forgalomba is hozták. A csarnok minden fala két méter magasságban Zsolnay-féle fehér porcelánburkolattal, a padozat pedig körülbelül 2000 négyzetméter sárga keramitburkolattal van ellátva. A tej nagy része az éjjeli órákban érkezett, s több mint kétharmad része nyers állapotban került forgalomba, míg a többit vaj, túró és sajt termékekre dolgozták fel. 

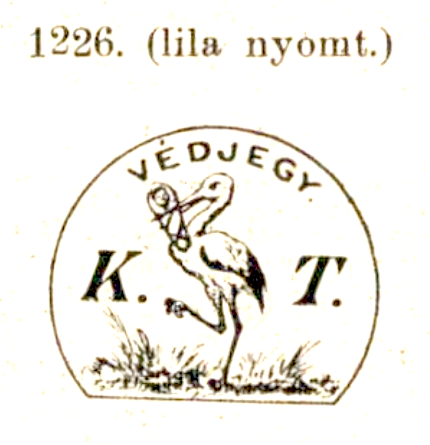
Az 1893-ban bejegyzett védjegy

1893. április 19-én Neumann Ármin ügyvéd (a cég képviselője) a budapesti kereskedelmi és iparkamaránál belajstromoztatta budapesti vállalata, a Budapesti központi tejcsarnok szövetkezet részére, még pedig tej- és tejterményekre alkalmazandó védjegyét; a lila nyomatot a tejüvegek zárókészülékeinek befedésére szolgáló pergamenpapiron és a göngyöléseken alkalmaztak, továbbá a vajra sajtolták. 1901. április 22-től a palackokat a védjegy (ami egy pólyást tartó gólyát ábrázolt) mellett zárral is ellátták (ennek egyik oldalán a töltés napja, a másikán a szövetkezet rövidítése, a K.T. monogram volt látható). Ez 1904-ben módosult újra valamelyest.
1901-ben az üzem újra elérte kapacitása végét (a napi tejforgalom elérte a 40 000 litert), ezért gróf Keglevich Gábor elnök és az igazgatóság, Darányi Ignác miniszter támogatása mellett felkérte Pirkner János országos állattenyésztési főfelügyelő és Sterbán János országos tejgazdasági felügyelőt, legyenek a szövetkezet segítségére az átalakítási munkálatok végrehajtásánál; továbbá igénybe vette Kaiser Ferenc, a bécsi tejcsarnok igazgatójának szakértő tanácsát, Gerlei Lajos igazgatót pedig külföldi tanulmányútra küldte.
Az első világháború kitörését követően bár a tej és tejtermékek iránti kereslet egyre nagyobb lett, a kínálat erősen megfogyatkozott, a háború a szövetkezet tagjait és gazdaságaik állatállományát egyaránt megfogyatkoztatta. Ezért a kormányzati szervek úgy döntöttek, hogy a jövőben a hatóságoknak nagyobb szerepet kell kapniuk a lakosság tejellátásában. Ilyen körülmények között pedig a központi tejcsarnok már nem tudta betölteni hivatását úgy, mint a századforduló elején.

### Részvénytársaság
1916-tól 1942-ig a Központi Tejcsarnok mint részvénytársaság működött.
1916-ban a főváros lett a Központi Tejcsarnok főrészvényese, ezért augusztusban feloszlott és egyszersmind újra alakult részvénytársaságként. 1916. augusztus 12-től a megszüntetett központi tejcsarnok szerepét annak jogutódjaként a Központi Tejcsarnok Részvénytársaság vette át. Elnöke dr. Bódy Tivadar alpolgármester lett és igazgatóságában benne voltak a főváros képviselőin és a kormány kiküldöttjén kívül, olyan gazdák is, akik már addig is részt vettek a Tejcsarnok Szövetkezet vezetésében. 
1925-től, konszernként egyesülve az (1911-ben alakult) Budapesti Általános Tejcsarnok Részvénytárasággal, illetve beolvasztva a Budapesti Tejkereskedelmi rt.-t, a Terra Tejtermék Ipari rt.-t, és a Magyar keresztúri Tejtelep rt.-t, Budapesti Központi Általános Tejcsarnok Részvénytársaság néven működött tovább.
Már korábban felmerült annak a terve, hogy a Pesti Magyar Kereskedelmi Bank, illetve a Magyar Élelmiszerszállító Rt. érdekkörébe tartozó Budapesti Általános Központi Tejcsarnok Rt. egyesüljön az (1922-ben létrehozott) Országos Magyar Tejszövetkezeti Központtal, de a Budapesti Központi Általános Tejcsarnok Rt. tej- és tejterméküzemét csak 1942-ben engedte át, s ezzel meg is szűnt. Az alkalmazottainak elbocsátásával kapcsolatos kötelezettségek teljesítése oly áldozatokat követelt a társaságtól, hogy kénytelen volt alaptőkéjét lényegesen leszállítani. Minthogy a vállalat megmaradt üzletkörét ekkortól csupán tejivó-csarnokainak és élelmiszerüzleteinek fenntartása képezte, cégét Budapesti Központi Élelmezési Részvénytársaságra változtatta. 1948-ban ezt is beolvasztották a Községi Élelmiszerkereskedelmi Részvénytársaságba (KÖZÉRT).